# 格魯吉亞足球總會
格魯吉亞足球總會（羅馬化：sakartvelos pekhburtis pederatsia，簡稱GFF）是格魯吉亞的足球主管團體，總部設於第比利斯，負責組織各級聯賽、格魯吉亞盃、格魯吉亞超級盃及格魯吉亞國家足球隊。
格魯吉亞足球總會成立於1936年，於1936年至1989年間隸屬蘇聯足球協會。獨立的格魯吉亞足球總會於1990年2月15日成立。

## 标志

旧标志
新标志

## 外部連結
- Official website
- Georgia （页面存档备份，存于） at FIFA site
- Georgia （页面存档备份，存于） at UEFA site